# Space Buddies
Space Buddies (conocida en Hispanoamérica como Cachorros en el espacio) es una película infantil estadounidense de 2009. Es la tercera entrega de la franquicia de Air Buddies. Fue estrenada el 3 de enero de 2009. Al igual que Air Buddies y Snow Buddies, la cinta fue lanzada directamente a formato de DVD.

## Sinopsis
La nueva aventura de los cachorros lleva a Buddy y a su equipo a un lugar que jamás habían visitado antes: la luna. Con la ayuda de un nuevo grupo de amigos, los cachorros atraviesan el espacio exterior y esquivan asteroides con la invaluable ayuda de Sputnik y Gravity, dos nuevos amigos que se unen al equipo.

## Reparto
- Bill Fagerbakke es Pi.
- Diedrich Bader es Yuri.
- Kevin Weisman es Finkel.
- Lochlyn Munro es Slats Bentley.
- Ali Hillis es Astro Spalding.
- Pat Finn es Bill Wolfson.
- Nolan Gould es Sam.
- Wayne Wilderson es Tad Thompson.
- Reese Schoeppe es Sasha.
- Nico Ghisi es Bartleby.
- Quinn Lord es Pete.
- Gig Morton es Billy.
- Sophia Ludwig es Alice.
- Michael Teigan es Dan.